# Luis G. Saloma
Luis Gonzaga Saloma Núñez (Huejotzingo, Puebla, 21 de julio de 1866 – Ciudad de México, 5 de octubre de 1956), conocido como Luis G. Saloma, fue un reconocido interprete y maestro de música mexicano, destacó a nivel nacional e internacional realizando giras con su cuarteto por Estados Unidos, realizó conciertos en Londres, París y otras importantes ciudades de Europa. Fue considerado como: “El paladín de la música en México” por el músico Juan José Escorza.

## Biografía
Nacimiento
El maestro Luis G. Saloma Núñez, nació en el municipio de Huejotzingo, estado de Puebla, el día 21 de julio de 1866, hijo de José Inés Saloma Ortega y Rosa Núñez.
Primeros años
El padre de Luis G. Saloma se desempeñaba como músico modesto en la comunidad de Huejotzingo en donde prestaba sus servicios en los distintos templos católicos había, de esta manera poco a poco fue involucrando a Luis en la música sacra. En este periodo de su infancia y gracias a su padre, Luis se inició en la ejecución de varios instrumentos como: violín, flauta, bajo, bombo y saxofón, entre otros.

## Estudios formales en música
A la edad de 12 años Luis inició formalmente sus estudios de violín en la capital del estado de Puebla en donde tuvo como maestro a Juan Anzures.
En 1891 migró a la capital de México en donde fue contratado como violín concertino de la compañía de zarzuela de Isidro Pastor, de manera continuó sus estudios de violín y piano en el conservatorio bajo la enseñanza de los maestros José Rivas y Jacobo García Sagredo, Francisco Contreras, Carlos J. Meneses en piano y Melesio Morales. Finalizó su preparación en el conservatorio obteniendo medalla de oro y diploma como un excelente alumno.
En 1904 con el apoyo de Justo Sierra ingresó a la Hochschule für Musik de Berlín, donde obtuvo la guía de Joseph Joachim. En 1905 regresó a México por causa de enfermar de pleuresía.

## Su obra
En 1896 en maestro Saloma fundó el famoso Cuarteto Saloma integrado inicialmente por Luis G. Saloma, como violín primero; Ignacio del Ángel, violín segundo; Antonio Saloma, viola, y Francisco Velázquez, violonchelo, que durante varios años efectuó 27 temporadas, con giras por Estados Unidos, y México.
En 1903 fue nombrado profesor de música de cámara y en 1942 profesor vitalicio en el Conservatorio, donde fue el máximo formador de músicos violinistas.
En 1920 le fue encomendada la dirección de la Orquesta Sinfónica Nacional. 
En 1923 fundó y fue director de la primera orquesta formada por damas.
En 1943 fundó la Orquesta de Cámara de la Escuela Nacional de Música.
Fue director brevemente de las orquestas sinfónicas de Querétaro en 1947 y de Puebla en 1950.
En 1951 fue nombrado director del Conservatorio de Puebla, por el gobernador Rafael Ávila Camacho.

## Fallecimiento
El maestro Luis G. Saloma falleció el 5 de octubre de 1956 en la Ciudad de México, Distrito Federal, a la edad de 90 años a causa de esclerosis senil, fue sepultado en el Panteón Civil de Dolores de la Ciudad de México.